# Найлс (Мічиган)
Найлс (англ. Niles) — місто (англ. city) в США, в округах Беррієн і Кесс штату Мічиган. Населення — 11 988 осіб (2020).

## Географія
Найлс розташований за координатами 41°50′4″ пн. ш. 86°14′52″ зх. д. / 41.83444° пн. ш. 86.24778° зх. д. (41.834539, -86.247851).  За даними Бюро перепису населення США в 2010 році місто мало площу 15,41 км², з яких 15,00 км² — суходіл та 0,41 км² — водойми.

### Клімат
| Клімат : Найлс                                                  | Клімат : Найлс | Клімат : Найлс | Клімат : Найлс | Клімат : Найлс | Клімат : Найлс | Клімат : Найлс | Клімат : Найлс | Клімат : Найлс | Клімат : Найлс | Клімат : Найлс | Клімат : Найлс | Клімат : Найлс | Клімат : Найлс |
| Показник                                                        | Січ.           | Лют.           | Бер.           | Квіт.          | Трав.          | Черв.          | Лип.           | Серп.          | Вер.           | Жовт.          | Лист.          | Груд.          | Рік            |
| Абсолютний максимум, °C                                         | 9,4            | 6,1            | 24,4           | 28,3           | 31,7           | 31,1           | 33,3           | 33,3           | 32,2           | 30,0           | 21,7           | 13,3           | 33,3           |
| Середній максимум, °C                                           | −1,5           | 0,1            | 11,2           | 18,6           | 21,7           | 26,1           | 29,6           | 26,9           | 23,2           | 15,9           | 11,2           | 0,1            | 15,2           |
| Середній мінімум, °C                                            | −7,2           | −5,6           | −0,1           | 6,0            | 11,1           | 16,1           | 18,5           | 16,9           | 12,2           | 5,5            | 1,2            | −5,8           | 5,7            |
| Абсолютний мінімум, °C                                          | −17,2          | −14,4          | −7,8           | −0,6           | −0,6           | 8,9            | 8,9            | 6,7            | 4,4            | −1,1           | −6,7           | −15            | −29,4          |
| Норма опадів, мм                                                | 59             | 50             | 70             | 90             | 101            | 99             | 88             | 98             | 100            | 88             | 88             | 81             | 1011           |
| Днів з опадами                                                  | 16,2           | 11,6           | 12,4           | 13,2           | 11,4           | 10,3           | 9,8            | 10,1           | 10,6           | 11,3           | 13,7           | 15,8           | 146,5          |
| Днів зі снігом                                                  | 13,1           | 8,1            | 4,8            | 1,5            | 0              | 0              | 0              | 0              | 0              | 0,3            | 4,7            | 10,6           | 43,2           |
| --------------------------------------------------------------- | -------------- | -------------- | -------------- | -------------- | -------------- | -------------- | -------------- | -------------- | -------------- | -------------- | -------------- | -------------- | -------------- |
| Джерело: Midwestern Regional Climate Center (normals 1971−2000) |                |                |                |                |                |                |                |                |                |                |                |                |                |

## Демографія
Згідно з переписом 2010 року, у місті мешкало 11 600 осіб у 4806 домогосподарствах у складі 2836 родин. Густота населення становила 753 особи/км².  Було 5428 помешкань (352/км²).
Расовий склад населення:
| - 80,3 % — білих - 12,4 % — чорних або афроамериканців - 0,6 % — корінних американців - 0,6 % — азіатів - 0,1 % — вихідців з тихоокеанських островів - 1,5 % — осіб інших рас |

До двох чи більше рас належало 4,5 %. Частка іспаномовних становила 5,7 % від усіх жителів.
За віковим діапазоном населення розподілялося таким чином: 25,6 % — особи молодші 18 років, 60,0 % — особи у віці 18—64 років, 14,4 % — особи у віці 65 років та старші. Медіана віку мешканця становила 36,1 року. На 100 осіб жіночої статі у місті припадало 89,1 чоловіків;  на 100 жінок у віці від 18 років та старших — 84,5 чоловіків також старших 18 років.
Середній дохід на одне домашнє господарство  становив 41 456 доларів США (медіана — 33 651), а середній дохід на одну сім'ю — 51 226 доларів (медіана — 42 964). Медіана доходів становила 41 058 доларів для чоловіків та 29 882 долари для жінок. За межею бідності перебувало 28,1 % осіб, у тому числі 37,5 % дітей у віці до 18 років та 14,4 % осіб у віці 65 років та старших.
Цивільне працевлаштоване населення становило 4365 осіб. Основні галузі зайнятості: освіта, охорона здоров'я та соціальна допомога — 23,0 %, виробництво — 22,7 %, роздрібна торгівля — 12,6 %, мистецтво, розваги та відпочинок — 9,2 %.